# Erica passerina
Erica passerina är en ljungväxtart som beskrevs av Montin. Erica passerina ingår i släktet klockljungssläktet, och familjen ljungväxter. Inga underarter finns listade i Catalogue of Life.